# Labeo mesops
The Tana Labeo (Labeo mesops) là một loài cá vây tia trong họ Cyprinidae.
Nó chỉ được tìm thấy ở Malawi.
Các môi trường sống tự nhiên của chúng là sông và hồ nước ngọt.
Nó bị đe dọa do mất môi trường sống.